# Alice Springs
Alice Springs is een plaats in de Australische deelstaat Noordelijk Territorium, gesitueerd in het zogenaamde Rode Centrum. Met 26.534 inwoners (2018) is het na Darwin en Palmerston het grootste bevolkingscentrum van het Noordelijk Territorium.

## Ligging
Alice Springs heeft een zeer geïsoleerde ligging in de outback van Australië, omringd door verschillende typen woestijnen. Het ligt ongeveer in het geografische midden van het continent, op nagenoeg gelijke afstand  (zo’n 1500 km) van Darwin in het noorden als Adelaide in het zuiden. Zowel ten westen als ten oosten van Alice Springs strekt zich het MacDonnellgebergte uit. De stad ligt aan de rivier de Todd, die het grootste deel van het jaar droog staat.

## Geschiedenis
De oorspronkelijke bewoners van het gebied waarin Alice Springs ligt zijn de Arrernte Aboriginals. Zij noemen de stad Mparntwe. Verschillende verhalen in de Arrerntecultuur vertellen de schepping van het landschap door hun voorouders.
Alice Springs ontstond in 1872 bij de aanleg van de Transaustralische Telegraaflijn. Een telegraafverbinding had als gevolg van de weerstand van de leidingen een beperkte lengte, waardoor tussenstations noodzakelijk waren. Een ervan was Alice Springs. De oorspronkelijke naam van het plaatsje was overigens ‘Stuart’, naar de Schotse ontdekkingsreiziger John McDouall Stuart, de eerste Europeaan die het Australische continent van zuid naar noord wist te doorkruisen. Alice Springs was slechts de naam van de waterput tegenover het telegraafstation die was bedacht door landmeter William Whitfield Mills en vernoemd naar Alice, Lady Todd, vrouw van telegraafpionier Sir Charles Todd. Na jarenlange onduidelijkheid werd in 1933 de naam Stuart officieel veranderd naar Alice Springs. Inmiddels staat het stadje in heel Australië bekend als The Alice, of simpelweg Alice.
Pas toen er in 1887 goud werd gevonden in Arltunga, ruim 100 km ten oosten van Alice Springs, ontstond er een daadwerkelijke nederzetting. Verdere groei kwam er met de aansluiting op het spoornetwerk in 1929. Tot die tijd was men voor vervoer grotendeels afhankelijk van kamelen, die waren geïmporteerd uit Brits-India (lokaal bekend als (Af)ghans, maar eigenlijk afkomstig uit Pakistan). De trein The Ghan, verschillende kamelenboerderijen en van kameelrijders afstammende families in Alice Springs herinneren nog aan deze tijd.
De Tweede Wereldoorlog was een belangrijk punt in de geschiedenis voor Alice Springs. Al tijdens de oorlog groeide de plaats doordat het als militair kamp werd gebruikt door het Australische leger. Ook de evacuatie van en latere bombardement op Darwin door de Japanners droeg daar eveneens aan bij. Hoewel de bevolkingsomvang na de oorlog logischerwijs weer daalde kwam er in de jaren zestig opnieuw een link met defensie, toen de Australische/Amerikaanse Joint Defence Facility Pine Gap, gericht op de verzameling van wereldwijde data over luchtaanvallen en nucleaire wapens via satellieten, werd geopend. Het is een van de belangrijkste Amerikaanse inlichtingencentra buiten de Verenigde Staten.
In de laatste decennia heeft het toerisme zich ontwikkeld tot de belangrijkste economische sector.

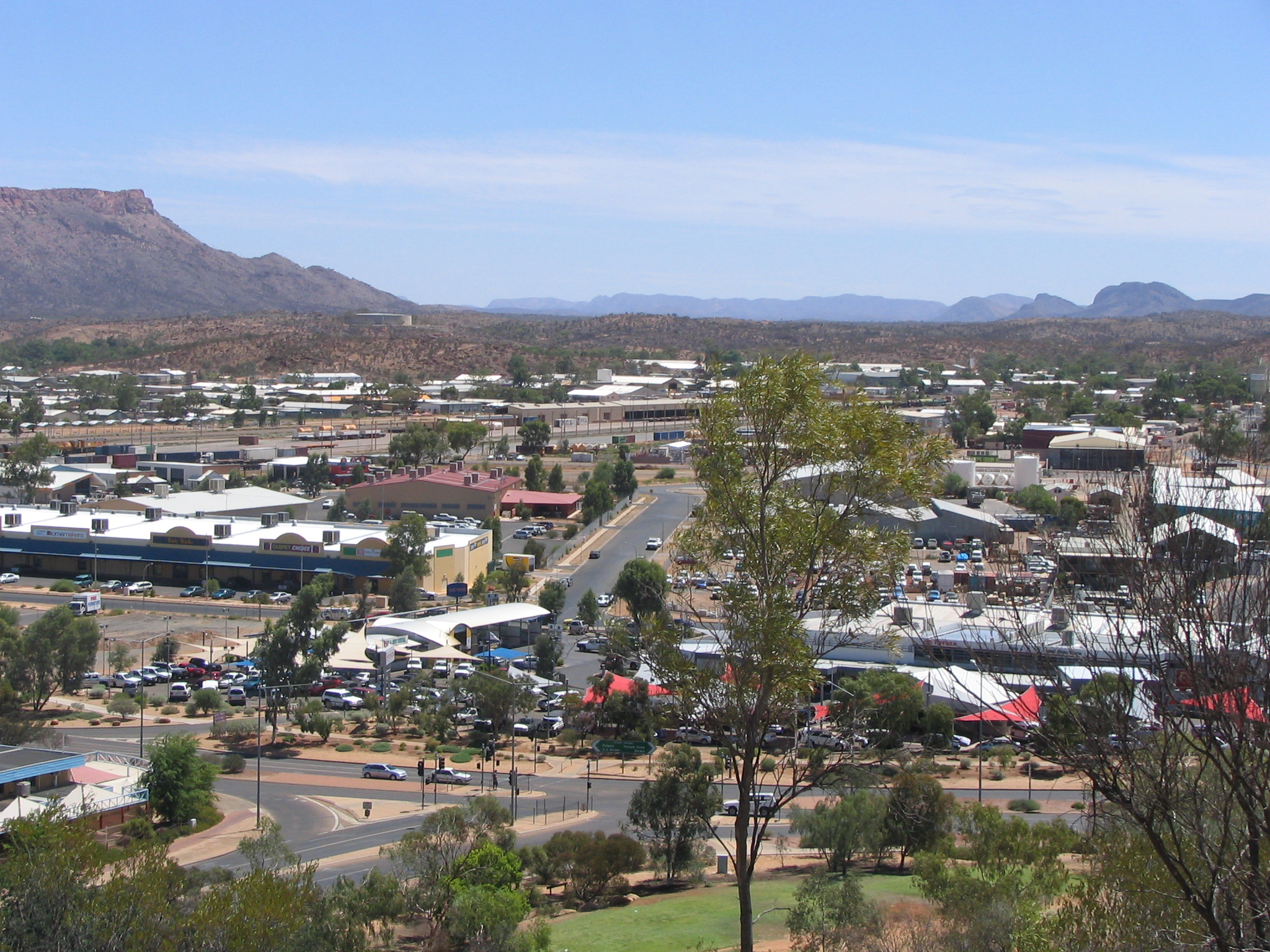
Alice Springs in 2004

## Economie

### Toerisme
Als enige kern van enige omvang in de wijde omtrek wordt Alice Springs door veel toeristen gebruikt als uitvalsbasis voor de bezienswaardigheden in het Rode Centrum, zoals Uluru-Kata Tjuta National Park (voorheen Ayers Rock en de Olga’s), Watarrka National Park (voorheen Kings Canyon) en de MacDonnell Ranges. Ook Alice Springs zelf heeft met het bezoekerscentrum van de School of the Air, het Museum of Central Australia, Central Australian Aviation Museum en het Women’s Museum of Australia en verschillende Aboriginalkunstgalerijen enkele kleinere toeristische attracties. Daarnaast trekken festivals als de Finke Desert Race, Henley-on-Todd Regatta en Camel Cup jaarlijks extra bezoekers bovenop de reguliere toeristen. In het seizoen 2017/2018 vonden er 942.138 nationale en 518.799 internationale toeristische overnachtingen in Alice Springs plaats, waarvan de grote meerderheid met vakantie als reden. De gemiddelde duur van een vakantiebezoek aan Alice Springs is 3,7 dagen. In 2016 was 6,6 procent van de beroepsbevolking werkzaam in de horeca. Een toename in het aantal berovingen en geweldsincidenten in de jaren ervoor heeft ertoe geleid dat sinds 2017 verschillende landen, waaronder Duitsland en het Verenigd Koninkrijk, hun onderdanen waarschuwen in het donker extra alert te zijn in Alice Springs.
Naast het toerisme zijn de zorg (waaronder het ziekenhuis), de overheid (waaronder defensie) en het onderwijs de grootste werkgevende sectoren in Alice Springs. In de regio is de mijnindustrie echter de grootste sector in de economie, indien die wordt gemeten naar toegevoegde waarde (link). Materialen die het meest worden geëxploiteerd zijn onedele metalen, goud en uranium.

### Voorzieningen
Vanwege het toerisme, maar ook vanwege het zeer dunbevolkte, maar gigantische gebied waarvoor het stadje als regionaal centrum fungeert heeft Alice Springs in verhouding tot haar omvang een hoog voorzieningenniveau. Zo heeft het een ziekenhuis, een groot congrescentrum, diverse festivals en evenementen, verschillende grote hotels en andere accommodaties, en een ruime keuze aan restaurants. Bewoners van afgelegen dorpen en boerderijen in de outback kunnen voor medische diensten gebruik maken van de Flying Doctor Service en voor onderwijsdiensten van de School of the Air, die beide een basis in Alice Springs hebben.

## Klimaat
| Maand                                  | jan  | feb  | mrt  | apr  | mei  | jun  | jul  | aug  | sep  | okt  | nov  | dec  | Jaar |
| -------------------------------------- | ---- | ---- | ---- | ---- | ---- | ---- | ---- | ---- | ---- | ---- | ---- | ---- | ---- |
| Hoogste maximum (°C)                   | 49,2 | 44,7 | 42,2 | 39,9 | 35   | 31,6 | 31,6 | 35,2 | 38,8 | 41,7 | 43   | 44,2 | 49,2 |
| Gemiddeld maximum (°C)                 | 36,4 | 35   | 32,6 | 28,2 | 23   | 19,8 | 19,7 | 22,6 | 27,2 | 30,9 | 33,6 | 35,4 | 28,7 |
| Gemiddeld minimum (°C)                 | 21,5 | 20,7 | 17,5 | 12,6 | 8,2  | 5    | 4,1  | 6    | 10,3 | 14,8 | 17,8 | 20,2 | 13,2 |
| Laagste minimum (°C)                   | 10   | 8,5  | 6,1  | 1,4  | −2,7 | −6   | −7,5 | −4,1 | −1   | 1,3  | 3,5  | 9,3  | −7,5 |
|                                        |      |      |      |      |      |      |      |      |      |      |      |      |      |
| Neerslag (mm)                          | 4,7  | 4,7  | 3,3  | 2,1  | 3,1  | 2,8  | 2,7  | 2    | 2,3  | 4,6  | 5,6  | 5,7  | 43,6 |
| Bron: Australian Bureau of Meteorology |      |      |      |      |      |      |      |      |      |      |      |      |      |

## Demografie
In 2018 had Alice Springs 26.534 inwoners. Sinds 2011 is de bevolkingsomvang afgenomen. Verder zijn drie kenmerken van de bevolking noemenswaardig: de hoge aandelen Aboriginals, de tijdelijke bevolking en de groep Amerikanen.

### Aboriginals
In Alice Springs leven relatief veel Aboriginals. De oorspronkelijke bewoners van de regio zijn de Arrernte. Met 4306 personen in 2016 maakten zij volgens de volkstelling van dat jaar ruim 18% van de bevolking uit, terwijl Aboriginals in heel Australië slechts 2,8% van de bevolking vormen. Dat is te verklaren uit het feit dat Aboriginals in de geschiedenis van Australië uit de oostkust, waar de grote meerderheid van de bevolking woont, zijn verdreven of gestorven aan Europese ziektes. Daarbij is Alice Springs het centrum voor geheel Centraal Australië. Veel Aboriginals bezoeken de stad regelmatig om van de voorzieningen gebruik te maken. De meeste Aboriginals wonen in goedkopere woningen aan de rand van de stad of erbuiten.
Rond Aboriginals in Australië speelt veel sociale, maatschappelijke en economische problematiek, zeker ook in Alice Springs. Zo is de werkloosheid onder Aboriginals veel hoger en de levensverwachting lager dan gemiddeld in Australië. Met name alcoholverslaving is een groot probleem. Naast problemen voor de mensen zelf draagt dat ook bij aan hogere misdaadcijfers en veiligheidsproblematiek. Dat is merkbaar in het straatbeeld van Alice Springs.

### Tijdelijke bevolking
Alice Springs heeft altijd relatief veel tijdelijke bewoners gekend. Daarmee worden niet zozeer toeristen bedoeld, maar mensen die daadwerkelijk enkele maanden of jaren in de stad wonen of daarbuiten wonen. Zij komen uit andere delen van Australië of de wereld om te werken in de mijnen, op de grootschalige veeteeltbedrijven (cattle stations), of in het toerisme. Lokaal worden ze ‘blow-ins’ genoemd. Sommigen worden uitgezonden door hun werkgever, anderen vrijwillig. Voor een deel van hen trekt de avontuurlijke context van de outback.

### Amerikanen
Sinds de vestiging van de satellietbasis Pine Gap in 1966 hebben doorlopend Amerikanen in Alice Springs gewoond. In 2016 ging het om ten minste 678 in de Verenigde Staten geboren personen die samen 2,7% van de bevolking uitmaakten. Amerikaanse inwoners van Alice Springs zijn grotendeels verantwoordelijk geweest voor de nog steeds bestaande honkbal- en basketbalverenigingen in de stad.